# Eutichurus chingliputensis
Eutichurus chingliputensis là một loài nhện trong họ Miturgidae.
Loài này thuộc chi Eutichurus. Eutichurus chingliputensis được miêu tả năm 1991 bởi Majumder & Benoy Krishna Tikader.